# Alvin Heggs
Alvin Heggs (Jacksonville, 8 dicembre 1967) è un ex cestista statunitense, professionista nella NBA, in Europa e in Sudamerica.